# Анри Пашар
Анри Пашар (англ. Henri Pachard), Джексон Сент-Луис (англ. Jackson St. Louis) и Кристал Блу (англ. Crystal Blue) — псевдонимы американского порнорежиссёра Рона Салливана (англ. Ron Sullivan, 4 июня 1939 — 27 сентября 2008).

## Биография и карьера
В конце 1960-х годов, используя своё настоящее имя, Салливан срежиссировал ряд секс-садистских сексплуатационных фильмов для процветающего тогда грайндхаус-рынка 42-й улицы. Работая в Sam Lake Enterprises в Нью-Йорке, он снял свой первый фильм Lust Weekend (1967). Затем последовали The Bizarre Ones (1967), Scare Their Pants Off (1968) и This Sporting House с будущей порнозвездой Дженнифер Уэллс (Jennifer Welles) в 1969 году.
В 1980-х годах Салливан взял псевдоним «Анри Пашар». С тех пор и до своей смерти в 2008 году он спродюсировал и снял десятки популярных порнофильмов, в том числе The Devil in Miss Jones 2 и Blame it on Ginger с Джинджер Линн в главной роли.
Также много занимался БДСМ-тематикой, особенно в длительном сериале Dresden Diary, и снял много видео на тему фетиша порки, таких как Blazing Bottoms и Smarty Pants! (оба для LBO Entertainment).
Кроме режиссуры, также играл небольшие роли в фильмах для взрослых, в частности, в Glen and Glenda (1994), порнографической пародии на фильм Эда Вуда 1953 года Глен или Гленда.

## Болезнь и смерть
В мае 2008 года поступило сообщение о том, что Салливан / Пачард тяжело заболел раком, с открытым призывом к другим работникам отрасли нанять его жену Делорас в качестве кинооператора или монтажёра, чтобы компенсировать его медицинские расходы.
Он умер в своём доме 27 сентября 2008 года после трёхлетней борьбы с раком.

## Награды
- 1979 AFAA Award — лучший режиссёр — Babylon Pink[6]
- 1983 AFAA Award — лучший режиссёр — The Devil in Miss Jones Part II[6]
- 1985 AVN Award — лучший режиссёр (видео) — Long Hard Nights[7]
- 1985 XRCO Award — лучший режиссёр — Taboo American Style[6]
- 1986 CFAA Award — лучший режиссёр — Taboo American Style[6]
- 1988 AVN Award — лучший режиссёр (видео) — Talk Dirty to Me, Part V[8]
- 1990 AVN Award — лучший режиссёр (фильм) — The Nicole Stanton Story, Parts 1 & 2[9]
- 1997 включён в зал славы XRCO[10]
- включён в зал славы AVN[11]